# Пневмомобиль

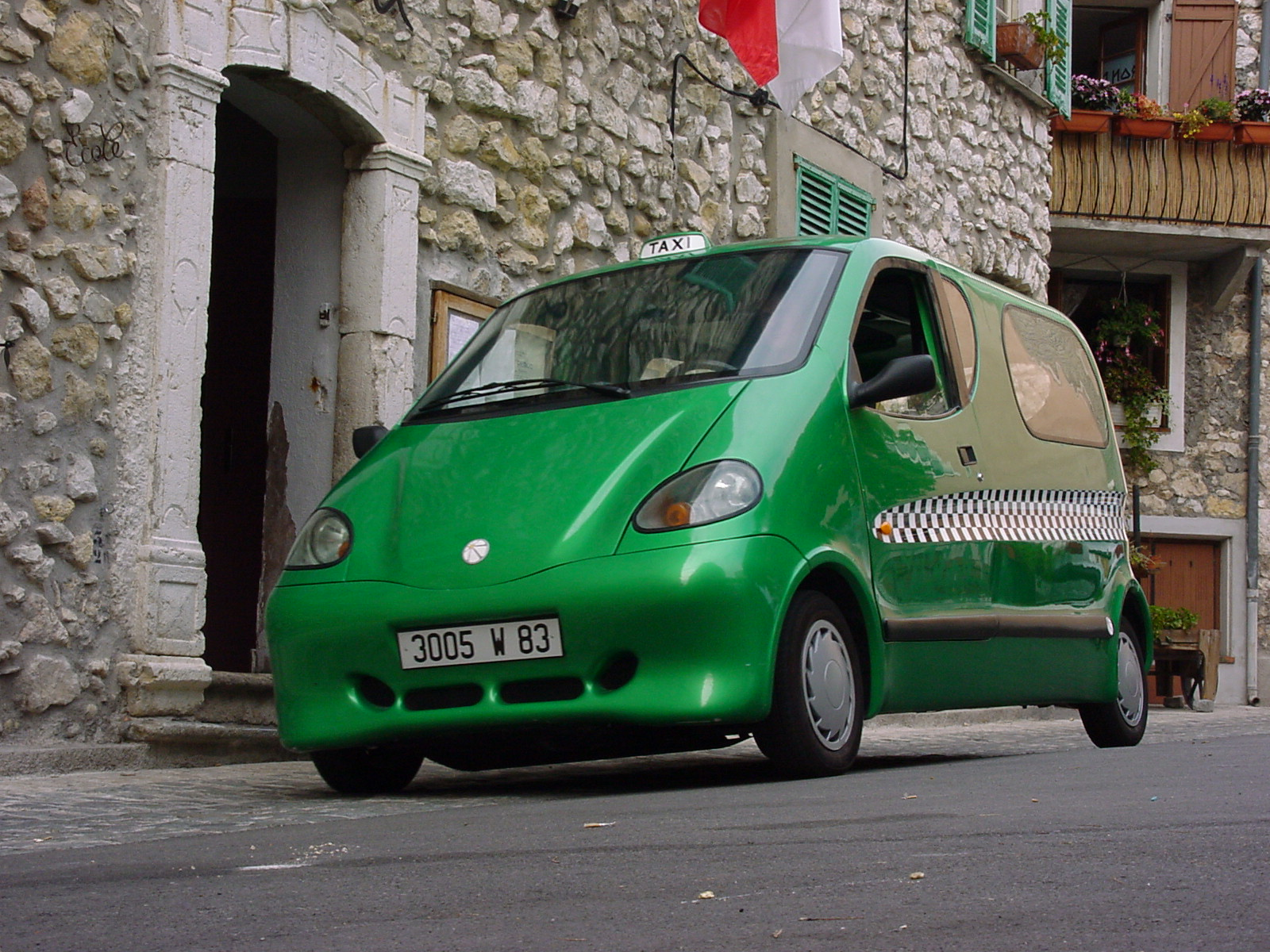
Tata/MDI OneCAT

Пневмомобиль — автомобиль на  сжатом воздухе, использующий для движения пневмодвигатель.

## Устройство и принцип действия
В пневмомобиле энергия запасается путём нагнетания сжатого воздуха в баллоны. Через систему распределения воздуха он попадает в пневмодвигатель, приводящий автомобиль в движение.

## Преимущества и недостатки
Недостатком пневмомобиля является небольшой запас хода. Основным путём его увеличения является повышение давления сжатого воздуха, однако это связано с усложнением и удорожанием как баллонов, так и систем воздухораспределения.

## История
В середине-конце XIX века идея использования энергии сжатого воздуха в качестве движущей силы на транспорте была распространена достаточно широко. На сжатом воздухе работали автомобили, трамваи, локомотивы (духоходы) и т. д. 
Пик распространения использования пневмопривода приходится на конец XIX века. 

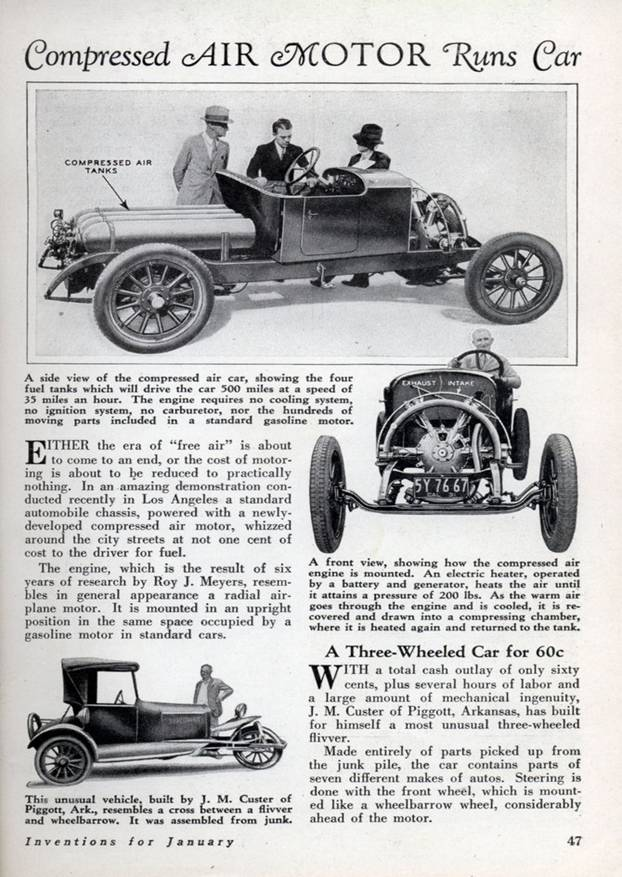
пневмомобили 1932 год

Однако, с ростом добычи нефти двигатель внутреннего сгорания надолго вытеснил все прочие, кроме электрических, виды тяговых двигателей из транспорта. Пневматический привод в транспорте сохранился лишь в качестве привода вспомогательных механизмов: тормозов, открытия дверей и прочих, где не требуется затрат большого количества энергии, но использование пневмопривода значительно удобнее других приводов. 
Существующие на сегодняшний день пневмомобили — это либо экспериментальные образцы, либо специальные транспортные средства для эксплуатации в условиях, в которых использование других видов двигателей затруднено: например в цехах с большой пожаро— и взрывоопасностью.

## Модели
Первый коммерческий пневмомобиль (2004) — багги Engineair (Австралия), способный ездить час (16 километров) на одной заправке воздухом. 
AIRPod (прототип, Франция)
Компания Tata Motors (Индия) намерена собирать до 6 тыс. пневмомобилей Air Car.
Кроссовер Peugeot 2008 с системой Hybrid Air (выход на рынок ожидался в 2016 году).
В начале октября 2014 г. на Парижском автосалоне состоялась премьера автомобиля Citroën C4 Cactus Airflow 2L на базе аэрогибридного силового агрегата, который позволит проехать 100 км всего на 2 литрах топлива.
Разработками в этой области занимается люксембургско-французская фирма Motor Development International (MDI).

## Конкурирующие технологии
- Гибридный автомобиль
- Электромобиль (электрокар, электроход)
- Водородный транспорт

## Интересные факты
- О распространении в будущем автомобилей на сжатом воздухе писал ещё Жюль Верн в 1860 году.